# Saint-Georges-du-Bois, Sarthe

Saint-Georges-du-Bois este o comună în departamentul Sarthe, Franța. În 2009 avea o populație de 1,784 de locuitori.